# 210414 Gebartolomei
210414 Gebartolomei este un asteroid din centura principală de asteroizi.

## Descriere
210414 Gebartolomei este un asteroid din centura principală de asteroizi. A fost descoperit pe 3 decembrie 2007 la San Marcello Pistoiese de Luciano Tesi și Giancarlo Fagioli. Asteroidul prezintă o orbită caracterizată de o semiaxă mare de 2,28 ua, o excentricitate de 0,14 și o înclinație de 3,6° în raport cu ecliptica.